# Tropimerus
Tropimerus is een kevergeslacht uit de familie van de boktorren (Cerambycidae). De wetenschappelijke naam van het geslacht werd voor het eerst geldig gepubliceerd in 1987 door Giesbert.

## Soorten
Tropimerus omvat de volgende soorten:
- Tropimerus cyaneus Giesbert, 1987
- Tropimerus hovorei Giesbert, 1987